# دراگوتین بابیچ
دراگوتین بابیچ (انگلیسی: Dragutin Babić؛ ۵ نوامبر ۱۸۹۷ – ۱۷ مهٔ ۱۹۴۵) بازیکن فوتبال اهل یوگسلاوی بود.
از باشگاه‌هایی که در آن بازی کرده‌است می‌توان به باشگاه فوتبال گراجانسکی زاگرب و باشگاه فوتبال کنکوردیا اشاره کرد.
وی همچنین در تیم ملی فوتبال یوگسلاوی بازی کرده‌است.